# Lobão (Santa Maria da Feira)
Pour les articles homonymes, voir Lobão (homonymie).
Lobão est une ancienne paroisse civile portugaise (en portugais : freguesia) de la municipalité de Santa Maria da Feira dans le district d'Aveiro.
La loi no 11-A/2013 du 28 janvier 2013, portant réorganisation administrative du territoire des freguesias, fusionne Lobão avec les paroisses voisines de Gião, Louredo et Guisande pour former l’União das freguesias de Lobão, Gião, Louredo e Guisande (dont le siège est à Lobão).